# Арі Вуорі
Арі Вуорі (фін. Ari Vuori; народився 9 червня 1962 у м. Пейтюя, Фінляндія) — фінський хокеїст, лівий нападник. 
Вихованець хокейної школи ТПС (Турку). Виступав за «Белвілл Буллс» (ОХЛ), «Ніагара-Фоллс Флайєрс» (ОХЛ), ТПС (Турку), «Нашвілл Саут-Старс» (ACHL), «Лукко» (Раума).
У складі національної збірної Фінляндії учасник чемпіонатів світу 1986, 1989 і 1990. 
Чемпіон Фінляндії (1990, 1991, 1993, 1995), срібний призер (1985, 1988, 1998). Володар Кубка Європейських чемпіонів (1994).
Після завершення ігрової кар'єри працював скаутом у клубі НХЛ «Лос-Анджелес Кінгс» (1996—2007). З 2007 року — скаут «Детройт Ред-Вінгс».